# Dorothy Jeakins
Dorothy Jeakins (ur. 11 stycznia 1914 w San Diego; zm. 21 listopada 1995 w Santa Barbara) – amerykańska kostiumografka filmowa.

## Wybrana filmografia
- 1948: Joanna d’Arc
- 1952: Największe widowisko świata
- 1953: Titanic
- 1960: Pokochajmy się
- 1970: Molly Maguire
- 1977: Audrey Rose
- 1987: Zmarli

## Nagrody i nominacje
Została trzykrotnie uhonorowana Oscarem, a także otrzymała dziewięciokrotnie nominację do Oscara.